# Curtis Smith
Curtis Smith (ur. 8 grudnia 1925 – Oakland, zm. 28 listopada 2007) – amerykański brydżysta.

## Wyniki brydżowe

### Zawody światowe
W światowych zawodach zdobył następujące lokaty:
| Mistrzostwa Świata. Konkurencja teamów | Mistrzostwa Świata. Konkurencja teamów | Mistrzostwa Świata. Konkurencja teamów | Mistrzostwa Świata. Konkurencja teamów | Mistrzostwa Świata. Konkurencja teamów | Mistrzostwa Świata. Konkurencja teamów |
| Rok                                    | Miejsce                                | Zawody                                 | Kategoria                              | Drużyna                                | Pozycja                                |
| -------------------------------------- | -------------------------------------- | -------------------------------------- | -------------------------------------- | -------------------------------------- | -------------------------------------- |
| 1978                                   | Nowy Orlean                            | 5. Mistrzostwa Świata                  | Open                                   | Hamman                                 | 3                                      |

## Klasyfikacja
- Curtis Smith – klasyfikacja WBF (ang.)